# グルクマ
グルクマ（英:Indian mackerel、学名:Rastrelliger kanagurta ）は、スズキ目・サバ科に属する魚の一種。インド太平洋の熱帯域に広く分布する海水魚で、食用に漁獲される。和名は沖縄方言に由来するが、沖縄県では「グルクマー」と語尾を伸ばして発音・表記される。

## 特徴
成魚は全長40cmほどで、体はやや側扁する。マサバやゴマサバに比べると小型で体高が高く、サバとしては太短いように見える。また、背中側は黄緑色の地に黒い斑点列が縦方向に並んでいて、体色や模様も異なる。
日本の南西諸島からメラネシア、オーストラリア北岸、アフリカ東岸まで、インド洋と西太平洋の熱帯海域に広く分布する。また、スエズ運河を通して地中海東部にも進入し、分布を広げている。
沿岸域の表層で大群を作り遊泳する。食性は肉食性で、動物プランクトン、小魚などを捕食する。プランクトンを濾過摂食するため、鰓には鰓耙がよく発達している。

## 利用
フィリピン・マレーシア・タイなど、東南アジアでは重要な食用魚で、定置網、刺し網、巻き網などで多量に漁獲される。群れをなして回遊するので漁獲もしやすく、広く食用にされている。

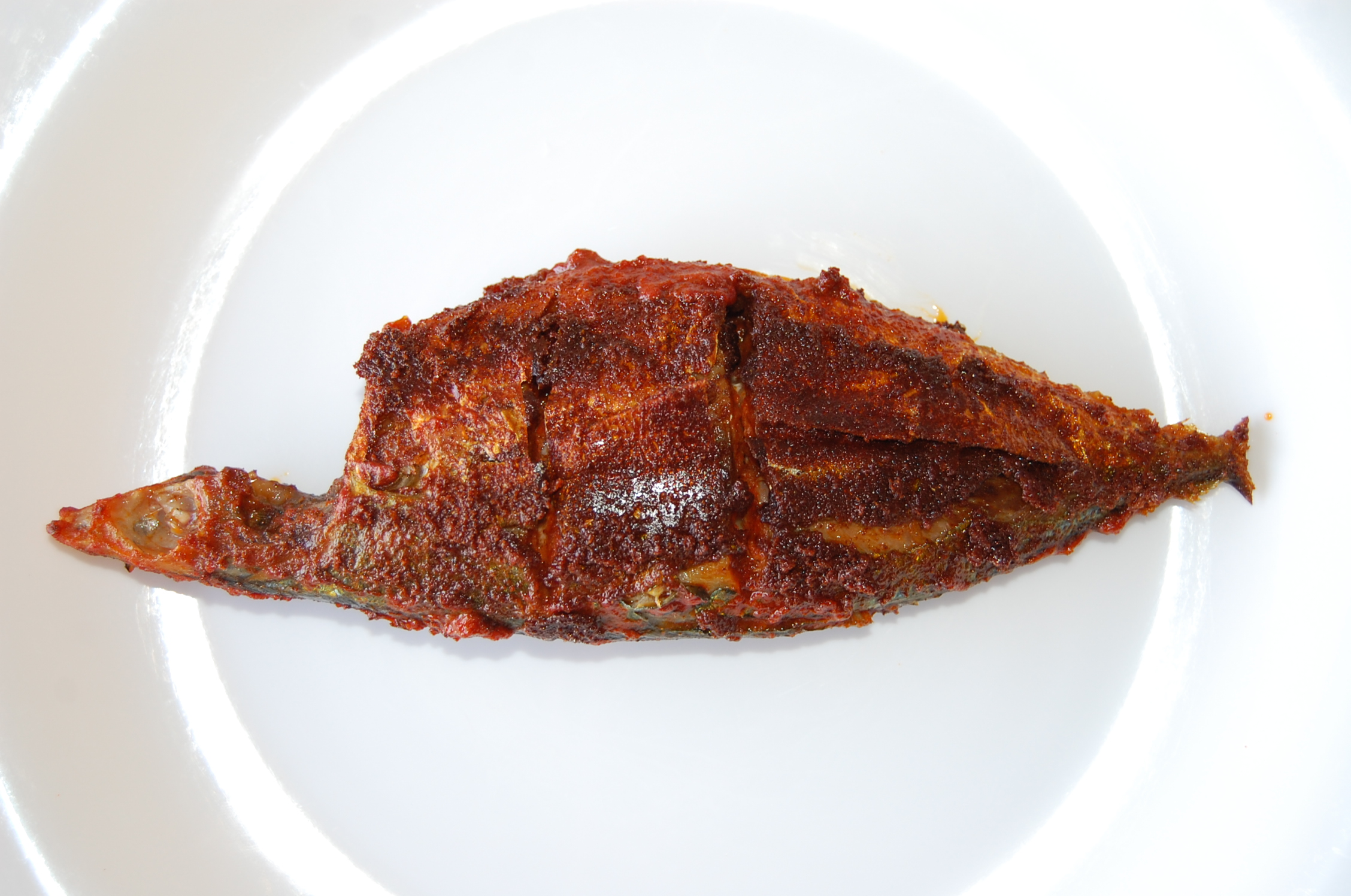
グルクマのフライ

日本でも、南西諸島で夏に多く漁獲され、焼き魚、唐揚げ、刺身などとして食べる。フィリピンでは、サバ属の魚との混称で「ハサハサ」（hasa-hasa）という。マレーシアでは、「イカン・クンブン」（ikan kembung）と称し、唐揚げ、煮魚の他、フィッシュカレーや「クロポッ・レコル」（Keropok lekor）と呼ばれるソーセージ状の魚肉練り製品などの料理に利用される。タイでは、「プラーラン」（タイ語: ปลาลัง）や「プラートゥーモーン」（ปลาทูโม่ง）と称するが、サバ属の魚との混称で単に「プラートゥー」（ปลาทู）と呼ばれることもある。

## 近縁種
Rastrelliger brachysoma (Bleeker,1851)
英名Short mackerel。インドシナ半島・大スンダ列島からソロモン諸島・フィジーまで分布する。
R. faughni Matsui,1967
英名Island mackerel。インドから台湾・フィジーまで分布する。